# Villa de Vallecas
Villa de Vallecas är ett av 21 municipaldistrikt i den spanska huvudstaden Madrid. Det är uppdelat administrativt på två stadsdelar, Casco Histórico de Vallecas och Santa Eugenia.
Distriktet Villa de Vallecas uppstod efter 1987 års kommunindelning, puella de Vallecas hade varit självständig municipio i Madridprovinsen sedan det anslöts till Madrid genom dekret den 10 november 1950. Villa de Vallecas har för närvarande 65 162 invånare, en fjärdedel av granndistriktet Puente de Vallecas.
Distriktet gränsar till:
- Rivas-Vaciamadrid och Getafe i söder, och skiljs åt från dessa genom autopistan M-50.
- Vicálvaro i öster, avskilt från Villa de Vallecas genom A-3.
- Puente de Vallecas i norr, avskilt från Villa de Vallecas genom Avenida de la Democracia, järnvägslinjen Madrid-Zaragoza och autopistan M-40.
- Villaverde i väster, avskilt från Villa de Vallecas genom floden Manzanares.

Villa de Vallecas och granndistriktet Puente de Vallecas är de enda distrikt i Madrid där vänsterpolitiken har varit i majoritet i alla kommunalval.
Distriktet befinner sig i ren expansion, då man söder om gamla bebyggelsekärnan har byggt Ensanche de Vallecas, som upptar det område som skiljer bebyggelsekärnan från M-45 (PAU de Vallecas) och en del av området mellan M-45 och M-50 (PAU de Valdecarros). Denna utbyggnad fortsätter att vara en del av den gamla delen ur administrativ synpunkt, fast man kan se det som ännu en stadsdel i distriktet.
Inom distriktet ligger Mercamadrid, en central för grossistförsäljning i staden med stor aktivitet under morgontimmarna.

## Transporter
Villa de Vallecas är ett av de distrikt som har bäst kommunikationer med Madrids centrum sedan 1800-talet genom järnvägen. Sedan 1999 finns dessutom metrolinjen Linje 1 med sex stationer inom distriktet (tre sedan 1999 och tre sedan 2007): Sierra de Guadalupe, Villa de Vallecas, Congosto, La Gavia, Las Suertes y Valdecarros.
Vad beträffar bussar passeras distriktet av linjerna 54 (Atocha-Barrio Vilano), 58 (Puente de Vallecas-Santa Eugenia), 63 (Avenida de Felipe II-Santa Eugenia), 103 (Entrevías-Villa de Vallecas), 130 (Villaverde Alto-Vicálvaro), 142 (Pavones-Ensanche de Vallecas), 145 (Conde de Casal-Ensanche de Vallecas), E (Conde de Casal-Politécnico Vallecas), H1 (Sierra de Guadalupe-Hospital Infanta Leonor), SE717 (Estación de El Pozo-Villa de Vallecas) och T32 (Legazpi-Mercamadrid).

## Utbildning

### Förskolor, primär och sekundärskolor
I distriktet finns 17 barndaghem (2 kommunala och 15 privata), 7 kommunala skolor för låg- och mellanstadiet, 2 institut för sekundärutbildning, skolorna ÍES Santa Eugenia och Villa de Vallecas, liksom 7 skolor (concertados), bland dessa San Eulogio, Liceo Versalles, Mater Amabilis, Nueva Castilla och Gredos Las Suertes.

### Högre utbildning
I Vallecas ligger Campus Sur de la Universidad Politécnica de Madrid. På denna campus finns skolorna Escuela de Ingenieros de Telecomunicación, Escuela de Ingeniería Informática, Escuela de Ingeniería en Geodesia y Topografía och Centro Superior de Diseño y Moda. Dessutom finns där Instituto de Investigación Automovilística de la UPM och ett område med företag med nya teknologier med kopplingar till UPM.